# Série de championnat de la Ligue nationale de baseball 2008

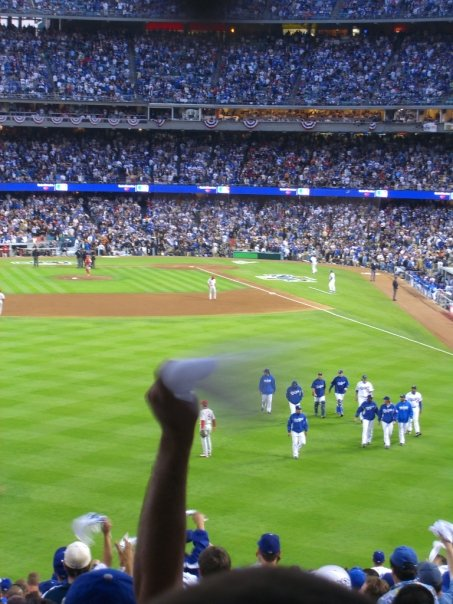
Le troisième match de la Série de championnat au Dodger Stadium de Los Angeles.

La Série de championnat de la Ligue nationale de baseball 2008 était la série finale de la Ligue nationale de baseball, dont l'issue a déterminé le représentant de cette ligue à la Série mondiale 2008, la grande finale des Ligues majeures de baseball.
Cette série quatre de sept débute le 9 octobre 2008 et se termine le 15 octobre 2008 par une victoire des Phillies de Philadelphie, quatre parties à une sur les Dodgers de Los Angeles.

## Équipes en présence
Champions de la division Est de la Ligue Nationale pour une seconde année consécutive avec une fiche de 92 victoires et 70 défaites en 2008, les Phillies de Philadelphie ont éliminé sans trop de difficultés les Brewers de Milwaukee lors du premier tour éliminatoire, l'emportant trois victoires à une.
Les Dodgers de Los Angeles, champions de la section Ouest avec un dossier de 84-78, ont surpris les Cubs de Chicago, meilleure équipe de la ligue, en Série de division, les balayant en trois parties.
Les Phillies se retrouvent en Série de championnat pour la première fois depuis 1993. Les Dodgers n'ont pas atteint cette ronde éliminatoire depuis leur dernière conquête de la Série mondiale, en 1988.
En saison régulière 2008, les Dodgers et les Phillies se sont affrontés à huit reprises, chaque équipe remportant 4 de ces matchs.
En séries d'après-saison, les deux équipes ont croisé le fer une fois, lors de la Série de championnat en 1983. Philadelphie eut le meilleur trois victoires à une dans ce qui était à l'époque une série 3 de 5.

## Déroulement de la Série

### Calendrier des rencontres
| Match | Date       | Visiteur                 | Hôte                     | Score |
| ----- | ---------- | ------------------------ | ------------------------ | ----- |
| 1     | 9 octobre  | Dodgers de Los Angeles   | Phillies de Philadelphie | 2 - 3 |
| 2     | 10 octobre | Dodgers de Los Angeles   | Phillies de Philadelphie | 5 - 8 |
| 3     | 12 octobre | Phillies de Philadelphie | Dodgers de Los Angeles   | 2 - 7 |
| 4     | 13 octobre | Phillies de Philadelphie | Dodgers de Los Angeles   | 7 - 5 |
| 5     | 15 octobre | Phillies de Philadelphie | Dodgers de Los Angeles   | 5 - 1 |

### Match 1
Jeudi 9 octobre 2008 au Citizens Bank Park, Philadelphie, Pennsylvanie.
| Dodgers de Los Angeles | 1 | 0 | 0 | 1 | 0 | 0 | 0 | 0 | 0 | 2 | 7 | 1 |
| Phillies de Philadelphie | 0 | 0 | 0 | 0 | 0 | 3 | 0 | 0 | X | 3 | 7 | 0 |
| Lanceurs partants : LAD : Derek Lowe PHI : Cole Hamels Vic. : Cole Hamels (1-0) Déf. : Derek Lowe (0-1) Sauv. : Brad Lidge (1) HRs: PHI : Chase Utley (1), Pat Burrell (1) |   |   |   |   |   |   |   |   |   |   |   |   |

Les Phillies ont remporté le premier match grâce à une poussée de trois points à la 6e manche. Face au partant des Dodgers, Derek Lowe, Chase Utley a frappé un circuit alors que Shane Victorino était sur les sentiers pour créer l'égalité 2-2. Puis après un premier retrait, Pat Burrell, à son tour, a catapulté le lancer de Lowe dans les estrades du champ gauche, plaçant Philadelphie en avant 3-2. Burrell, auteur de deux circuits dans le dernier match de la série contre Milwaukee, a donc frappé trois longues balles en deux rencontres. Brad Lidge, déjà auteur de deux sauvetages en Série de division, a lancé en 9e pour protéger la victoire. Pour Los Angeles, les points ont été produits par un double de Manny Ramirez en première manche, et un ballon-sacrifice de Blake DeWitt en 4e. Excellent contre les Brewers au premier tour éliminatoire, le partant des Phillies Cole Hamels a connu une autre bonne sortie, retirant 8 frappeurs des Dodgers sur des prises en sept manches lancées.

### Match 2
Vendredi 10 octobre 2008 au Citizens Bank Park, Philadelphie, Pennsylvanie.
| Dodgers de Los Angeles | 0 | 1 | 1 | 3 | 0 | 0 | 0 | 0 | 0 | 5 | 8  | 1 |
| Phillies de Philadelphie | 0 | 4 | 4 | 0 | 0 | 0 | 0 | 0 | X | 8 | 11 | 1 |
| Lanceurs partants : LAD : Chad Billingsley PHI : Brett Myers Vic. : Brett Myers (1-0) Déf. : Chad Billingsley (0-1) Sauv. : Brad Lidge (2) HRs : LAD : Manny Ramirez (1) |   |   |   |   |   |   |   |   |   |   |    |   |

Après avoir frappé plusieurs circuits dans les matchs précédents, les Phillies ont remporté leur second affrontement contre les Dodgers sans avoir recours à la longue balle. Shane Victorino a frappé deux coups sûrs en cinq et produit 2 points pour Philadelphie, et le lanceur gagnant, Brett Myers, a aidé sa cause au bâton avec 3 coups sûrs en 3, 2 points marqués et 3 points produits. Au monticule, Myers a été victime des 5 points des visiteurs, dont le circuit de 3 points de Manny Ramirez, mais il a été bien appuyé par les quatre releveurs qui se sont succédé au monticule. Le stoppeur Brad Lidge a retiré 3 frappeurs sur des prises en 9e pour le sauvetage. Philadelphie mène la série 2-0.

### Match 3
Dimanche 12 octobre 2008 au Dodger Stadium, Los Angeles, Californie.
| Phillies de Philadelphie | 0 | 1 | 0 | 0 | 0 | 0 | 1 | 0 | 0 | 2 | 7  | 0 |
| Dodgers de Los Angeles | 5 | 1 | 0 | 1 | 0 | 0 | 0 | 0 | X | 7 | 10 | 0 |
| Lanceurs partants : PHI : Jamie Moyer LAD : Hiroki Kuroda Vic. : Hiroki Kuroda (1-0) Déf. : Jamie Moyer (0-1) HRs: LAD : Rafael Furcal (1) |   |   |   |   |   |   |   |   |   |   |    |   |

Les Dodgers ont inscrit 5 points en première manche, en route vers une victoire facile de 7-2. Pour les vainqueurs, Blake DeWitt a produit 3 points à l'aide d'un triple. Rafael Furcal a permis aux Dodgers de marquer un 6e point contre le partant Jamie Moyer avec un circuit en solo en 2e manche. Philadelphie mène la série 2 parties à une.

### Match 4
Lundi 13 octobre 2008 au Dodger Stadium, Los Angeles, Californie.
| Phillies de Philadelphie | 2 | 0 | 0 | 0 | 0 | 1 | 0 | 4 | 0 | 7 | 12 | 1 |
| Dodgers de Los Angeles | 1 | 0 | 0 | 0 | 2 | 2 | 0 | 0 | 0 | 5 | 11 | 0 |
| Lanceurs partants : PHI : Joe Blanton LAD : Derek Lowe Vic. : Ryan Madson (1-0) Déf. : Cory Wade (0-1) Sauv. : Brad Lidge (3) HRs : PHI : Shane Victorino (1), Matt Stairs (1) LAD : Casey Blake (1) |   |   |   |   |   |   |   |   |   |   |    |   |

Tirant de l'arrière 5-3 après sept manches, les Phillies ont orchestré un ralliement tardif, inscrivant 4 points en huitième manche pour l'emporter 7-5. Shane Victorino a frappé un circuit contre le releveur Cory Wade après un retrait, alors que Ryan Howard était sur les buts, pour égaler la marque 5-5. Puis avec Carlos Ruiz sur les sentiers et deux retraits, Jonathan Broxton, le septième lanceur utilisé par les Dodgers dans la rencontre, a vu sa balle rapide à 152 km/h être cognée dans les estrades du champ droit par le frappeur suppléant Matt Stairs pour un circuit de deux points. Stairs, un vétéran de 16 saisons acquis par les Phillies en août, n'a compté que 17 présences au bâton pour Philadelphie en saison régulière 2008, et sa moyenne en carrière en séries éliminatoires ne s'élevait qu'à ,083 avec ce match. Brad Lidge a protégé une 3e victoire contre Los Angeles et une 5e depuis le début des éliminatoires, et les Phillies prenaient une avance de 3-1 dans la Série de championnat.

### Match 5
Mercredi 15 octobre 2008 au Dodger Stadium, Los Angeles, Californie.
| Phillies de Philadelphie | 1 | 0 | 2 | 0 | 0 | 0 | 0 | 0 | 5 | 8 | 0 |
| Dodgers de Los Angeles | 0 | 0 | 0 | 0 | 1 | 0 | 0 | X | 1 | 7 | 3 |
| Lanceurs partants : PHI : Cole Hamels (1-0) LAD : Craig Billingsley (0-1) Vic. : Cole Hamels (2-0) Déf. : Craig Billingsley (0-2) HRs : PHI : Jimmy Rollins (1) LAD : Manny Ramirez (2) |   |   |   |   |   |   |   |   |   |   |   |

Ryan Howard a frappé trois coups sûrs en quatre présences au bâton et Jimmy Rollins a frappé un circuit en solo dans un gain de 5-1 des Phillies. Cole Hamels a remporté sa 2e victoire de la série et sa troisième en autant de décisions depuis le début des éliminatoires. Philadelphie gagne la série 4-1 et passe en Série mondiale.

## Joueur par excellence
Le lanceur partant des Phillies de Philadelphie, Cole Hamels, a été nommé joueur par excellence de la Série de championnat 2008 de la Ligue nationale.